# Mörschbach
Mörschbach ist eine Ortsgemeinde im Rhein-Hunsrück-Kreis in Rheinland-Pfalz. Sie gehört der Verbandsgemeinde Simmern-Rheinböllen an.

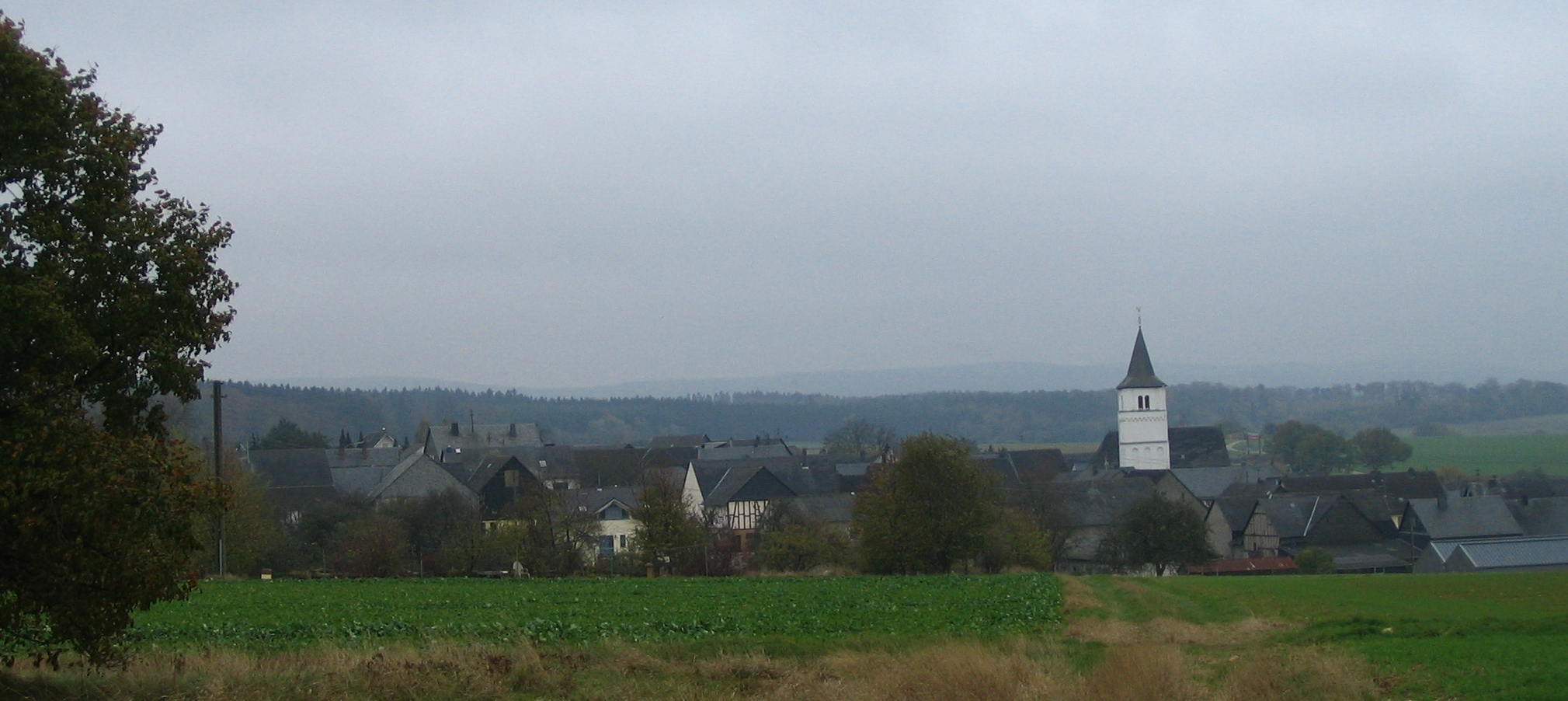
Dorfansicht von Norden

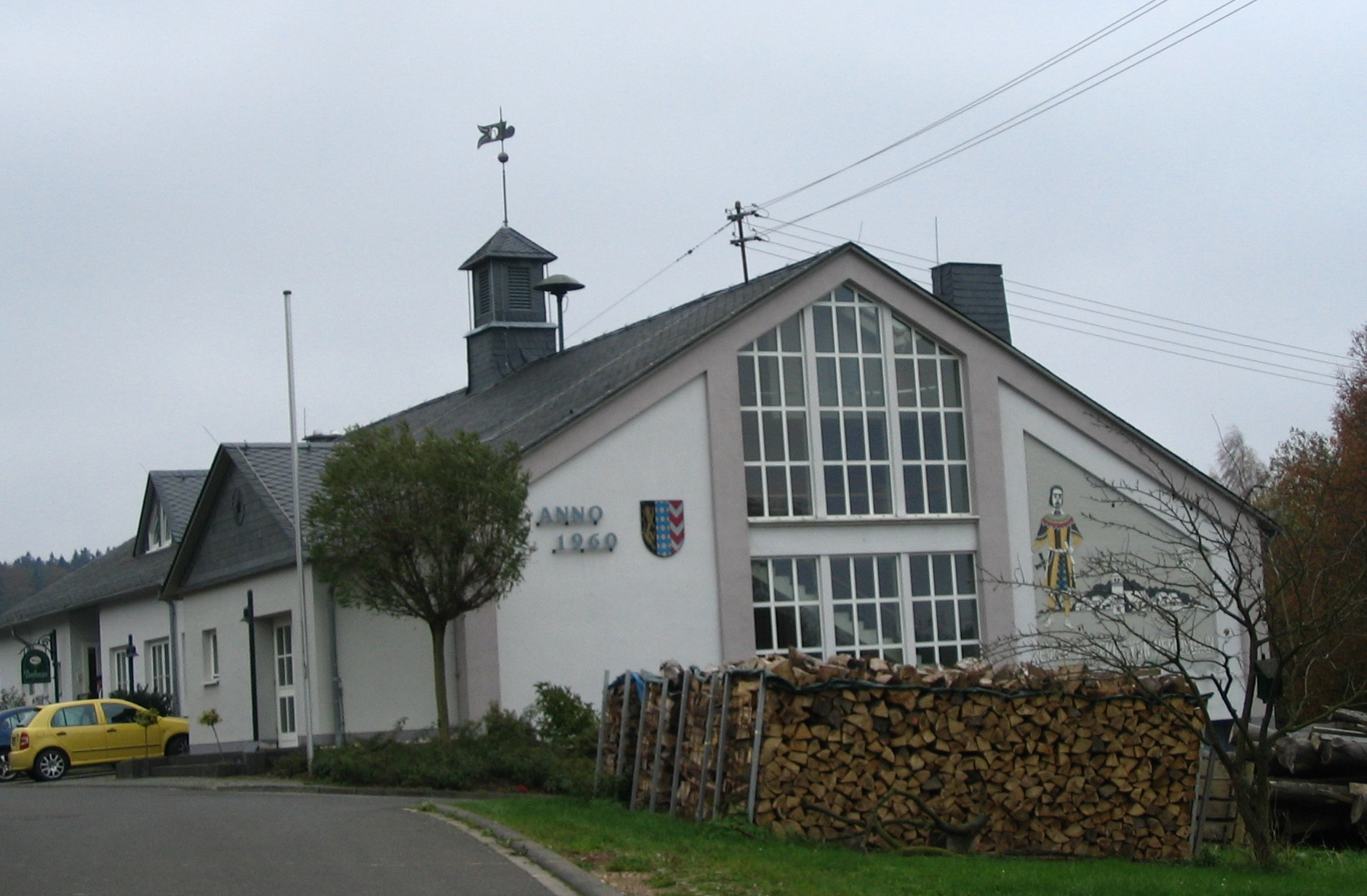
Gemeindehaus im Dorfzentrum

## Geographie
Mörschbach liegt im östlichen Hunsrück, nahe der Autobahn A 61. Zu Mörschbach gehört auch der Wohnplatz „Hof Mühlbergersmühle“.

## Geschichte
Der Ort datiert bis in die Antike, bei Ausgrabungen wurde eine Ansiedlung aus der Zeit um 500 v. Chr. gefunden.
Erstmals erwähnt wurde der Ort 1006 in einer Urkunde, in der der Mainzer Erzbischof Willigis die Kirche zu „Mergesbach“ weiht. Südlich von Mörschbach, auf dem sogenannten „Nonnenberg“ befinden sich die Reste einer mittelalterlichen Befestigung (Motte). Diese war möglicherweise der Sitz des in der Urkunde von 1006 genannten Thidrichs oder des edelfreien Adelsgeschlechtes derer von Walebach, die sich nach dem Nachbarort Wahlbach nannten.
Mit der Besetzung des Linken Rheinufers 1794 durch französische Revolutionstruppen wurde der Ort französisch, 1815 wurde er auf dem Wiener Kongress dem Königreich Preußen zugeordnet. Seit 1946 ist der Ort Teil des damals neu gebildeten Landes Rheinland-Pfalz. Im Jahr 1986 wurde am Ortsrand das Industriegebiet „Am Metzenweg“ geschaffen.
Bevölkerungsentwicklung
Die Entwicklung der Einwohnerzahl von Mörschbach, die Werte von 1871 bis 1987 beruhen auf Volkszählungen:
| Jahr | Einwohner |
| ---- | --------- |
| 1815 | 242       |
| 1835 | 309       |
| 1871 | 331       |
| 1905 | 311       |
| 1939 | 296       |
| 1950 | 306       |
| 1961 | 313       |

| Jahr | Einwohner |
| ---- | --------- |
| 1970 | 302       |
| 1987 | 289       |
| 1997 | 349       |
| 2005 | 360       |
| 2011 | 325       |
| 2017 | 352       |
| 2023 | 345       |

## Politik

### Bürgermeister
Timo Moosmann wurde im Juli 2024 vom Gemeinderat zum Ortsbürgermeister von Mörschbach gewählt.
Sein Vorgänger war Dieter Michel. Bei der Kommunalwahl am 26. Mai 2019 wurde er mit einem Stimmenanteil von 79,58 % in seinem Amt bestätigt.